# Дублінське ядро
Дублінське ядро (англ. Dublin Core) — словник (семантична мережа) основних понять англійської мови, призначений для уніфікації метаданих для опису щонайширшого діапазону ресурсів. З 2005 року словник представлений і у форматі RDF і є популярною основою для опису ресурсів в Семантичній павутині.
Ініціатива метаданих Дублінського ядра (The Dublin Core Metadata Initiative, DCMI) — загальновизнаний відкритий форум, присвячений розробці сумісних стандартів метаданих на базі ініціатив W3C щодо впровадження стандартів RDF та XML. Концепція метаданих Дублінського ядра доповнює існуючі підходи щодо пошуку та індексування мережних метаданих і використовується у багатьох зацікавлених спільнотах, в тому числі урядах, бібліотеках, освітніх організаціях та комерційних компаніях.

## Публікації
- Волохін О. М. Каталогізація цифрових ресурсів Інтернет. Дублінське ядро метаданих (PDF). Обласна універсальна наукова бібліотека імені Д. І. Чижевського (Кропивницький). Архів оригіналу (PDF) за 20 січня 2022. Процитовано 5 квітня 2021.
- Олег Волохін. Технологічна модель побудови інформаційного порталу бібліотеки.
- Захарова, Е. Г.; Захарова, О. В.; Резніченко, В. А. (2008). Опис наукових електронних ресурсів метаданими Дублінського ядра. УкрПРОГ, 27-29 травня 2008 р., м. Київ, Україна.